# ヴァイオリンソナタ第2番 (バルトーク)
ヴァイオリンソナタ第2番 Sz.76 は、バルトーク・ベーラが1922年に作曲したヴァイオリンソナタ。

## 概要
バルトークは前年に完成させた第1番に続けて、1922年7月から11月にかけて本作を作曲した。曲はハンガリー出身のヴァイオリニストであるイェリー・ダラーニへ献呈された。当時、気鋭のピアニストとして舞台に上がることの多かったバルトークはヴァイオリニストとの共演も重ねており、ダラーニもそうした共演者のひとりであった。ダラーニはラヴェルからもヴァイオリンとピアノによる二重奏への興味を引きだしており、これが『ツィガーヌ』の作曲へと繋がっている。
本作はシェーンベルク風の極端な半音階の使用、東欧の舞踏音楽の影響といった点でヴァイオリンソナタ第1番と共通している。とりわけシェーンベルクの影響についてはバルトーク自身も認めるところであり、彼の作品の中でも半音階主義と不協和な性質では2つのヴァイオリンソナタが抜きんでている。一方で、伝統的なソナタの形式を踏襲して3楽章制でまとめられた第1番と比較すると、この作品では楽章数は2つに減り、さらに楽章間に休みをおかずに続けて演奏されることで全体の統一感が前面に出されている。これによって速度は緩-急の順で並ぶことになり、民俗的な器楽音楽の拡大形と考え得るものとなった。
また、バルトークの後期作品を特徴づける対称性に対する意識が明確化してきている様が認められ、弦楽四重奏曲第4番、第5番で顕在化するシンメトリーの構築へ至る過渡期と看做すことができる。
バルトークはこれら2つのヴァイオリンソナタの自作自演を通じ、ストラヴィンスキー、ラヴェル、シマノフスキ、プーランク、ミヨーらからの称賛を集めていった。

## 楽曲構成
楽譜に記載された演奏時間は約20分。

### 第1楽章
Molto moderato
厳格なソナタ形式からの逸脱がみられるが、提示、展開、再現とコーダという3つの主要部分から構成される。この楽章はテンポの自由な変更、頻繁に変わる拍子という特徴を有し、自由で装飾的な東欧の様々な民謡の影響を受けていると考えられる。ホラ・ルンガと呼ばれるルーマニアの即興的な農耕歌の特徴を有する、ヴァイオリンのレチタティーヴォ風の旋律で開始する（譜例1）。後に再現を受けるのはこの主題のみであり、この主題はこの第1楽章のみならずソナタ全体の主要主題となっている。
譜例1
ピアノが中心となって奏でられる第2の主題を経てヴァイオリンから第3の主題が現れる（譜例2）。ここに至るまで安定しなかった拍子に代わり、5/8拍子の拍子感覚が聴衆に与えられる。
譜例2
展開部では民謡的要素が解体されかかるものの、音程を抽象化させつつその姿を保ち続ける。譜例1が取り上げられて再現となり、最後は音を弱めて楽章を終える。終止線は引かれておらず、そのまま第2楽章へと接続される。

### 第2楽章
Allegretto
この楽章の素材は第1楽章で提示されたものが元になっており、それゆえ第2楽章は第1楽章で行われた提示に対する展開と看做すことも可能である。ピッツィカートで示される譜例3は第1楽章で出された主題と関連している。
譜例3
譜例3は再び出されてピアノによる民俗舞踊調の主題を導く（譜例4）。
譜例4

その後、譜例3が音価を減らして奏されて緊迫感を増し、その終わりに譜例4がマエストーソで堂々と奏される。ヴァイオリンのフラジオレットにより譜例1が回想され、カデンツァ風のヴァイオリン独奏部が置かれた後、コーダでは譜例1が姿を変えて奏されて音力を弱めて全曲の幕が下ろされる。最後の譜例1の回想によってこのソナタの裏に秘められた筋書きが露わになるのだと、ラースロー・ソムファイは述べる。「バルトークは農夫の音楽の進化を再創造した（中略）即興的な（彼自身の主題を使った）『独自形式』から抒情的歌曲の節構造が明瞭化するまでをミニチュア化したのだ。」